# Friedrich Buttler
Friedrich Buttler (* 21. Mai 1941 in Bodenwerder) ist ein deutscher Ökonom. Er war Rektor der Universität Paderborn und Direktor des Instituts für Arbeitsmarkt- und Berufsforschung der Bundesanstalt für Arbeit in Nürnberg.

## Leben
1947 bis 1961 besuchte Buttler die Schule in Bodenwerder und Hannover und legte das Abitur an der Humboldtschule Hannover ab. 1961 bis 1965 studierte er Volkswirtschaftslehre und Soziologie in Göttingen und Tübingen und schloss das Studium in Göttingen 1965 als Diplom-Volkswirt ab.
1965 bis 1969 war er wissenschaftlicher Assistent am volkswirtschaftlichen Seminar der Universität Tübingen. 1967 promovierte er dort zum Dr. rer. pol., 1972 habilitierte er in Göttingen.
1973 bis 1987 war er ordentlicher Professor für Volkswirtschaftslehre an der Universität-Gesamthochschule Paderborn und 1976 bis 1987 Rektor dieser Universität.
1988 bis 1994 war er Direktor des Instituts für Arbeitsmarkt- und Berufsforschung der Bundesanstalt für Arbeit in Nürnberg. 1994 bis 2000 wechselte er als Staatssekretär in das Ministerium für Wissenschaft, Forschung und Kultur des Landes Brandenburg. 2001 bis 2007 war er Regionaldirektor der Internationalen Arbeitsorganisation für Europa und Zentralasien in Genf.

## Schriften
- Arbeitsmarkt- und Berufsforschung, Kohlhammer 1994, ISBN 3-17-010756-9